# Захаров, Андрей Андреевич
Андрей Андреевич Захаров (10 ноября 1912, Санкт-Петербург — 11 октября 2000, Москва) — советский государственный деятель, заместитель министра электронной промышленности СССР.

## Биография
Родился 10 ноября 1912 года в Санкт-Петербурге.
Окончил Ленинградский электротехнический институт им. В. И. Ульянова (Ленина) (1934), инженер-электрик.
- 1934—1935 служба в РККА.
- 1935—1939 начальник цеха, начальник производства на заводе им. Козицкого (Ленинград),
- 1940—1945 директор завода им. Козицкого.
- ноябрь 1945 — февраль 1947 директор НИИ-160 (Фрязино Московской области).
- 1947—1952 директор завода «Светлана».
- 1952—1953 первый заместитель министра промышленности средств связи СССР, начальник Главного управления МПСС СССР и одновременно директор НИИ-160.
- 1954—1955 член коллегии МРП,
- 1955—1958 заместитель министра радиотехнической промышленности СССР.
- 1958—1965 заместитель председателя Госкомитета по радиоэлектронике (ГКРЭ).
- 1965—1984 заместитель министра электронной промышленности СССР.

Организатор разработки и серийного производства первых в СССР приемно-усилительных ламп.
Области, которые курировал во время работы в министерствах — электровакуумные приборы, технологическое оборудование, аппаратура связи.

## Награды
- Орден Ленина (29.07.1966, 25.10.1971)
- Орден Октябрьской Революции (29.03.1976)
- орден Трудового Красного Знамени (04.01.1954, 20.04.1956, 21.08.1959, 17.06.1961, 02.02.1982)
- орден Красной Звезды (20.01.1944)
- медаль «За доблестный труд в Великой Отечественной войне 1941—1945 гг.» (1946).
- Лауреат Государственной премии СССР (1975).